# Ріо-Гранде (річка на Вогняній Землі)
Ріо-Гра́нде (ісп. Río Grande) — річка на острові Вогняна Земля, протікає територією Чилі й Аргентини. Ріо-Гранде — найбільша річка острова, поряд із гирлом розташовано найбільше місто острова — Ріо-Гранде.

## Географія та гідрологія
Середній стік води 40-50 м³/с.
Витік річки знаходиться на чилійській частині острова, в регіоні Магальянес і Чилійська Антарктика. Далі річка протікає аргентинською частиною острова і впадає до Атлантичного океану в місті Ріо-Гранде. Місцевість, якою протікає річка, в основному вкрита най південнішими на планеті Магеллановими лісами, частково — степовими районами.
Основні притоки річки:
- ліві — Хапон, Расфен, Ермініта, Монета;
- праві — Доноса, Ріверос, Ріо-Бланко, Корчане, Бельявіста, Турба, Мак-Леннан, Канделарія.